# گیالوسا
شهر گیالوسا (یونانی: Γιαλουσα ،ترکی استانبولی: Yeni Erenköy) دفاکتو در ناحیه اسکله کشور به رسمیت نشناخته‌شده قبرس شمالی واقع شده‌است. جمعیت این شهر ۱٬۶۴۰ نفر است.